# Gabriele Ketterl
Gabriele Ketterl (* 1961 in München) ist eine deutsche Schriftstellerin.

## Werdegang
Ketterl studierte Amerikanistik und Theaterwissenschaften an der Ludwig-Maximilians-Universität München.
Im Jahr 2010 begann die Zusammenarbeit mit Alisha Bionda und deren Agentur. Über zwei Jahre lebte sie auf den Kanarischen Inseln und veröffentlichte 2012 den Kurzroman Mitternachtsflut.  2013 erschien der erste Band ihrer Vampirtrilogie Venetian Vampires im Oldigor Verlag. Im November 2014 folgten Die Raben Kastiliens, Band 2 der Trilogie. Band 3, Geschenk der Nacht, erschien im Sommer 2015. Im Januar 2022 starb Ketterls jüngster Sohn unter dramatischen Umständen. Sie verarbeitete seinen Tod in dem Buch Du hast versprochen, nicht zu sterben, das 2024 im Elysion Verlag veröffentlicht wurde.
Ketterl lebt in München und auf Gran Canaria.

## Publikationen
- Kinder der Dunkelheit, Band 1 der Trilogie Venetian Vampires, Oldigor Verlag, 2013.
- Die Raben Kastiliens, Band 2, 2014.
- Geschenk der Nacht, Band 3, 2015.
- Liebe ohne Morgen, Teil 1, Highland Dilogie im Bookshouse Verlag, 2015, ISBN 978-9963-52-857-8.
- Entscheidung für die Ewigkeit, Teil 2, Bookshause Verlag, 2016, ISBN 978-9963-53-261-2.
- Gefangene der Wildnis, Amrûn Verlag, 2016.
- Highlands mit Hindernissen, Amrûn Verlag, 2017, ISBN 978-3-95869-284-8.
- Edinburgh on the Rocks, Forever by Ullstein, 2017, ISBN 978-3-95818-907-2.
- Gefangene der Wildnis 2, Amrûn Verlag, 2018.
- Puerto de Mogan, Trilogie, Edel Elements, 2018.
- Highland Saga – Im Schatten des Schicksals, Verlag DP Digital Publishers, 2019.
- Wenn die Träume laufen lernen; IBIZA, Amrûn Verlag (autobiografisch), 2019.
- Ein Traummann zum Dessert, Edel Elements, 2019.
- Highland Hearts, Liebe auf den zweiten Blick, Verlag DP Digital Publishers, 2020, ISBN 978-3-96817-016-9.
- Wenn die Träume laufen lernen 2; Lanzarote, Amrûn Verlag (autobiografisch), 2020, ISBN 978-3-95869-143-8.
- Sommerhimmel über Rom. Verlag Digital Publishers, 2020, ISBN 978-3-96817-316-0.
- Tausche Highheels gegen Highlands, Amrûn Verlag, 2022, ISBN 978-3-95869-494-1
- Die Tochter des Fischers – Melodie der Wüste, Verlag DP Digital Publishers, 2023.
- Du hast versprochen, nicht zu sterben. Gedanken an und Gespräche mit meinem toten Kind, Verlag Elysion-Books, 2024, ISBN 978-3-96000-287-1